# Olympische Sommerspiele 1904/Gewichtheben
Bei den III. Olympischen Spielen 1904 in St. Louis fanden zwei Wettbewerbe im Gewichtheben statt. Austragungsort war das Stadion Francis Field, parallel zu den Leichtathletik-Wettkämpfen (die heute übliche Trennung in Schwer- und Leichtathletik existierte damals noch nicht).

## Medaillenspiegel
| Platz | Land               | Gold | Silber | Bronze | Gesamt |
| ----- | ------------------ | ---- | ------ | ------ | ------ |
| 1     | Vereinigte Staaten | 1    | 2      | 2      | 5      |
| 2     | Griechenland       | 1    | –      | –      | 1      |

## Ergebnisse

### Einarmiger Mehrkampf
| Platz | Land | Sportler      | Punkte |
| ----- | ---- | ------------- | ------ |
| 1     | USA  | Oscar Osthoff | 48     |
| 2     | USA  | Fred Winter   | 45     |
| 3     | USA  | Frank Kugler  | 10     |

Datum: 1. und 3. September 1904
Bei diesem Wettbewerb mussten zehn verschiedene Übungen mit einem Arm absolviert werden. Die ersten neun Übungen wurden nach gehobenem Gewicht bewertet (5 für den Ersten, 3 für den Zweiten und 1 für den Dritten). Die zehnte Übung war eine „Kür“, bei der die Kampfrichter maximal 25 Punkte an alle Athleten zusammen vergaben.
Frank Kugler war zwar deutscher Nationalität, doch startete er 1904 für die USA. Olympedia und zahlreiche Sporthistoriker sehen das genauso. Hingegen hat das IOC die Ergebnisse noch nicht vollständig überarbeitet; auf der Website wird Kugler in den Ergebnislisten als Deutscher geführt, auf seiner individuellen Seite jedoch als Amerikaner (mit der alternativen Schreibweise Kungler).

### Beidarmig
| Platz | Land | Sportler          | Gewicht (kg) |
| ----- | ---- | ----------------- | ------------ |
| 1     | GRE  | Perikles Kakousis | 111,70       |
| 2     | USA  | Oscar Osthoff     | 084,37       |
| 3     | USA  | Frank Kugler      | 079,61       |
| 4     | USA  | Oscar Olson       | 067,81       |
| 5     | GRE  | Dimitrios Tofalos | 00k. A.      |

Datum: 1. September 1904
Sieger Perikles Kakousis erwies sich als überlegen und gewann mit mehr als 27 kg Vorsprung auf Oscar Osthoff. Dimitrios Tofalos, später Sieger bei den Zwischenspielen 1906, war ebenfalls als Teilnehmer gemeldet, erkrankte aber auf der Hinreise und trat nicht an.